# Skærbæk (Fredericia Kommune)
 For alternative betydninger, se Skærbæk. (Se også artikler, som begynder med Skærbæk)
Skærbæk er en havneby i Sydjylland med 2.497 indbyggere  (2024). Skærbæk er beliggende ved Kolding Fjord fire kilometer syd for Taulov, 12 kilometer sydvest for Fredericia og 15 kilometer øst for Kolding. Byen tilhører Fredericia Kommune og er beliggende i Region Syddanmark. Skærbæk regnes som et af de mest velstående områder i Trekantområdet. I en undersøgelse fra 2011 af de 45 mindre byer i Region Syddanmark (2.000 til 5.000 indbyggere) havde Skærbæk den højeste gennemsnitlige husstandsindkomst. 
Trods byens størrelse finder man mange idrætsforeninger og derudover bl.a. en kommunal folkeskole (Fjordbakkeskolen med ca. 250 elever fra 0.-6. klassetrin), en kommunal daginstitution med børnehave og vuggestue og en Dagli'brugsen.
Skærbæk hører til Taulov Sogn. Nær ved byen ligger Skærbækværket.
Skærbæk ligger i et område med smuk natur og strand. Vandet ved Skærbæk Strandpark er noget af Danmarks reneste vand og har også blåt flag.